# Walter Mirisch
Walter Mortimer Mirisch (* 8. November 1921 in New York City, New York; † 24. Februar 2023 in Los Angeles) war ein US-amerikanischer Filmproduzent.

## Leben
Mirisch stammte aus einer jüdischen Familie und hatte zwei ältere Brüder. Sein Vater emigrierte 1891 aus Krakau (damals Kronland Galizien, Österreich-Ungarn) und arbeitete als Schneider in New York. Walter Mirisch arbeitete im Zweiten Weltkrieg am Bau von Bomberflugzeugen mit, ehe er an der University of Wisconsin–Madison und der Harvard Business School studierte. Sein Einstieg ins Filmgeschäft erfolgte früh und bereits 1947 produzierte er seinen ersten Film, den Low-Budget-Noir Fall Guy. Bis in die 1950er Jahre produzierte er vor allem B-Movies für das Filmstudio Monogram Pictures (später Allied Artists). Mit nur 29 Jahren stieg er zum künstlerischen Leiter des Studios auf und leitete dabei als oberster Produzent die Produktionen von teilweise 30 Filmen gleichzeitig.
1957 gründete er mit seinen Brüdern Harold (1907–1968) und Marvin Mirisch (1918–2002) die Produktionsfirma Mirisch Corporation, die mit United Artists im Bereich des Filmvertriebs zusammenarbeitete. Seinen Durchbruch als unabhängiger Produzent hatte Mirisch 1960 mit dem Edel-Western Die glorreichen Sieben. Die Mirisch Corporation wurde eines der erfolgreichsten unabhängigen Filmunternehmen der USA und Walter Mirisch in den 1960er und 1970er Jahren zu einem der angesehensten US-Filmproduzenten. Seine Firma produzierte die Filme von berühmten Regisseuren, beispielsweise Robert Wise, der seine oscarprämierten Musicalfilme West Side Story (1961) und The Sound of Music (1965) bei der Mirisch Corporation drehte. Walter Mirisch war auch Mitproduzent von insgesamt neun Filmen seines Freundes Billy Wilder, darunter Klassiker wie Manche mögen’s heiß und Das Appartement. Billy Wilder stammte wie Mirischs Vater ebenfalls aus dem österreichisch-ungarischen Kronland Galizien.
An vielen Filmen wie den genannten von Wise und Wilder arbeitete er ungenannt als Ausführender Produzent (Executive Producer) mit, darunter das Drama Infam von William Wyler, der Abenteuerfilm Gesprengte Ketten von John Sturges, die Komödien Der rosarote Panther, Ein Schuss im Dunkeln und Der Partyschreck von Blake Edwards sowie Thomas Crown ist nicht zu fassen und Anatevka von Norman Jewison. Das von Mirisch persönlich produzierte Rassismusdrama In der Hitze der Nacht wurde 1968 mit dem Oscar als Bester Film ausgezeichnet. Zuvor hatten bereits die Filme Das Appartement und West Side Story, bei denen er Ausführender Produzent war, den Oscar gewonnen. Nachdem er sich seit den 1990er Jahren weitestgehend von der Filmproduktion zurückgezogen hatte, fungierte er 2016 wieder als Produzent für Antoine Fuquas gleichnamige Neuverfilmung des Klassikers Die glorreichen Sieben.
Von 1973 bis 1977 war Mirisch Präsident der Academy of Motion Picture Arts and Sciences, die alljährlich die Oscars vergibt. Mit seiner Ehefrau Patricia Kahan (1924–2005) hatte Mirisch drei Kinder. Sein Sohn Lawrence Mirisch ist der Gründer der Mirisch Agency, die sich um Filmschaffende hinter der Kamera bemüht; vor allem Filmeditoren werden durch die Agentur vertreten. Walter Mirisch starb im Alter von 101 Jahren, zuletzt galt er als der älteste lebende Oscar-Gewinner.

## Auszeichnungen
Neben seinem Oscar als Produzent von In der Hitze der Nacht erhielt Mirisch auf Oscarverleihungen auch zwei weitere Ehrenpreise: 1977 den an besonders fähige Produzenten verliehenen Irving G. Thalberg Memorial Award sowie 1983 den Jean Hersholt Humanitarian Award für seine karitativen Tätigkeiten. Daneben erhielt er unter anderem 1967 die Auszeichnung als „Produzent des Jahres“ von der Producers Guild of America sowie 1977 den Golden Globe Award für sein Lebenswerk (Cecil B. deMille Award).

## Filmografie (Auswahl)
- 1947: Fall Guy – Regie: Reginald Le Borg
- 1948: Todeszelle Nr. 5 (I wouldn’t Be in Your Shoes)
- 1949: Bomba, der Dschungel-Boy (Bomba the Jungle Boy)
- 1949: Bomba und der schwarze Panther (Bomba on Panther Island)
- 1950: Bomba und der tote Vulkan (The Lost Volcano)
- 1951: Bomba, der Rächer (The Lion Hunters)
- 1951: Bomba, der Herr der Elefanten (Elephant Stampede)
- 1951: Reiter gegen Sitting Bull (Cavalry Scout)
- 1951: Flight to Mars
- 1952: Sturmgeschwader Komet (Flat Top)
- 1953: Bomba – Rache im Dschungel (Safari Drums)
- 1954: Bomba und der goldene Götze (The Golden Idol)
- 1954: Bomba, der Erbe Tarzans (Killer Leopard)
- 1955: Der schwarze Prinz (The Dark Avenger)
- 1955: Wichita
- 1957: Dakota (The Oklahoman) – Regie: Francis D. Lyon
- 1958: Der Mann aus dem Westen (Man of the West)
- 1958: Die Letzten der 2. Schwadron (Fort Massacre)
- 1959: Drauf und dran (The Gunfight at Dodge City) – Regie: Joseph M. Newman
- 1959: Das tödliche Netz (The Man in the Net)
- 1960: Die glorreichen Sieben (The Magnificent Seven)
- 1961: West Side Story
- 1962: Ein Sommer in Florida (Follow that Dream)
- 1962: Kid Galahad – Harte Fäuste, heiße Liebe (Kid Galahad)
- 1962: Spiel zu zweit (Two for the Seesaw)
- 1963: Puppen unterm Dach (Toys in the Attic)
- 1963: Der rosarote Panther (The Pink Panther)
- 1966: Die Russen kommen! Die Russen kommen! (The Russians Are Coming, the Russians Are Coming)
- 1966: Hawaii
- 1967: In der Hitze der Nacht (In the Heat of the Night)
- 1970: Herrscher der Insel (The Hawaiians)
- 1971: Die Organisation – Regie: Don Medford
- 1973: Scorpio, der Killer (Scorpio)
- 1974: Vier Vögel am Galgen (The Spikes Gang)
- 1974: Das Gesetz bin ich (Mr. Majestyk)
- 1976: Schlacht um Midway (Battle at Midway)
- 1978: Nächstes Jahr, selbe Zeit (Same Time, Next Year)
- 1978: U-Boot in Not (Gray Lady Down)
- 1979: Der Gefangene von Zenda (The Prisoner of Zenda)
- 1983: Romantic Comedy – Regie: Arthur Hiller
- 2016: Die glorreichen Sieben (The Magnificent Seven)